# The Midshipman
The Midshipman is een Amerikaanse film uit 1925 onder regie van Christy Cabanne. De film heeft Ramón Novarro, Harriet Hammond, Wesley Barry en Margaret Seddon in de hoofdrollen. William Boyd en Joan Crawford vertolken kleine rollen in de film.
De film gaat over een student die verliefd wordt op een schoonheid, die ook aanbeden wordt door een rijke knaap.

## Rolverdeling
| Acteur          | Personage         |
| --------------- | ----------------- |
| Ramon Novarro   | James Randall     |
| Harriet Hammond | Patricia Lawrence |
| Wesley Barry    | Ted Lawrence      |
| Margaret Seddon | Mrs. Randall      |
| Crauford Kent   | Basil Courtney    |
| Pauline Key     | Rita              |
| Maurice Ryan    | Fat               |
| Harold Goodwin  | Tex               |
| William Boyd    | Spud              |
| Joan Crawford   | Autobestuurder    |